# Vĩnh Thọ, Hàm Dương
Vĩnh Thọ (tiếng Trung phồn thể: 永壽縣, Hán Việt: Vĩnh Thọ huyện) là một huyện thuộc địa cấp thị Hàm Dương, tỉnh Thiểm Tây, Cộng hòa Nhân dân Trung Hoa. Huyện này có diện tích 889 km2, dân số năm 2002 là 180.000 người. Huyện này được chia thành các đơn vị hành chính gồm 3 trấn (Lâm Quân, Điếm Đầu, Thường Ninh) và 14 hương.

## Climate
| Dữ liệu khí hậu của Vĩnh Thọ, elevation 995 m (3.264 ft), (1991–2020 normals, extremes 1981–2010) | Dữ liệu khí hậu của Vĩnh Thọ, elevation 995 m (3.264 ft), (1991–2020 normals, extremes 1981–2010) | Dữ liệu khí hậu của Vĩnh Thọ, elevation 995 m (3.264 ft), (1991–2020 normals, extremes 1981–2010) | Dữ liệu khí hậu của Vĩnh Thọ, elevation 995 m (3.264 ft), (1991–2020 normals, extremes 1981–2010) | Dữ liệu khí hậu của Vĩnh Thọ, elevation 995 m (3.264 ft), (1991–2020 normals, extremes 1981–2010) | Dữ liệu khí hậu của Vĩnh Thọ, elevation 995 m (3.264 ft), (1991–2020 normals, extremes 1981–2010) | Dữ liệu khí hậu của Vĩnh Thọ, elevation 995 m (3.264 ft), (1991–2020 normals, extremes 1981–2010) | Dữ liệu khí hậu của Vĩnh Thọ, elevation 995 m (3.264 ft), (1991–2020 normals, extremes 1981–2010) | Dữ liệu khí hậu của Vĩnh Thọ, elevation 995 m (3.264 ft), (1991–2020 normals, extremes 1981–2010) | Dữ liệu khí hậu của Vĩnh Thọ, elevation 995 m (3.264 ft), (1991–2020 normals, extremes 1981–2010) | Dữ liệu khí hậu của Vĩnh Thọ, elevation 995 m (3.264 ft), (1991–2020 normals, extremes 1981–2010) | Dữ liệu khí hậu của Vĩnh Thọ, elevation 995 m (3.264 ft), (1991–2020 normals, extremes 1981–2010) | Dữ liệu khí hậu của Vĩnh Thọ, elevation 995 m (3.264 ft), (1991–2020 normals, extremes 1981–2010) | Dữ liệu khí hậu của Vĩnh Thọ, elevation 995 m (3.264 ft), (1991–2020 normals, extremes 1981–2010) |
| Tháng                                                                                             | 1                                                                                                 | 2                                                                                                 | 3                                                                                                 | 4                                                                                                 | 5                                                                                                 | 6                                                                                                 | 7                                                                                                 | 8                                                                                                 | 9                                                                                                 | 10                                                                                                | 11                                                                                                | 12                                                                                                | Năm                                                                                               |
| ------------------------------------------------------------------------------------------------- | ------------------------------------------------------------------------------------------------- | ------------------------------------------------------------------------------------------------- | ------------------------------------------------------------------------------------------------- | ------------------------------------------------------------------------------------------------- | ------------------------------------------------------------------------------------------------- | ------------------------------------------------------------------------------------------------- | ------------------------------------------------------------------------------------------------- | ------------------------------------------------------------------------------------------------- | ------------------------------------------------------------------------------------------------- | ------------------------------------------------------------------------------------------------- | ------------------------------------------------------------------------------------------------- | ------------------------------------------------------------------------------------------------- | ------------------------------------------------------------------------------------------------- |
| Cao kỉ lục °C (°F)                                                                                | 16.7 (62.1)                                                                                       | 20.4 (68.7)                                                                                       | 27.0 (80.6)                                                                                       | 33.4 (92.1)                                                                                       | 34.4 (93.9)                                                                                       | 37.9 (100.2)                                                                                      | 36.7 (98.1)                                                                                       | 36.2 (97.2)                                                                                       | 36.4 (97.5)                                                                                       | 29.0 (84.2)                                                                                       | 22.5 (72.5)                                                                                       | 20.3 (68.5)                                                                                       | 37.9 (100.2)                                                                                      |
| Trung bình ngày tối đa °C (°F)                                                                    | 3.0 (37.4)                                                                                        | 6.6 (43.9)                                                                                        | 12.5 (54.5)                                                                                       | 19.0 (66.2)                                                                                       | 23.6 (74.5)                                                                                       | 28.0 (82.4)                                                                                       | 29.2 (84.6)                                                                                       | 27.1 (80.8)                                                                                       | 22.1 (71.8)                                                                                       | 16.5 (61.7)                                                                                       | 10.4 (50.7)                                                                                       | 4.7 (40.5)                                                                                        | 16.9 (62.4)                                                                                       |
| Trung bình ngày °C (°F)                                                                           | −2.0 (28.4)                                                                                       | 1.5 (34.7)                                                                                        | 7.0 (44.6)                                                                                        | 13.2 (55.8)                                                                                       | 17.9 (64.2)                                                                                       | 22.4 (72.3)                                                                                       | 24.2 (75.6)                                                                                       | 22.4 (72.3)                                                                                       | 17.5 (63.5)                                                                                       | 11.5 (52.7)                                                                                       | 5.2 (41.4)                                                                                        | −0.3 (31.5)                                                                                       | 11.7 (53.1)                                                                                       |
| Tối thiểu trung bình ngày °C (°F)                                                                 | −5.6 (21.9)                                                                                       | −2.2 (28.0)                                                                                       | 2.7 (36.9)                                                                                        | 8.2 (46.8)                                                                                        | 12.6 (54.7)                                                                                       | 17.1 (62.8)                                                                                       | 19.7 (67.5)                                                                                       | 18.6 (65.5)                                                                                       | 13.9 (57.0)                                                                                       | 7.9 (46.2)                                                                                        | 1.5 (34.7)                                                                                        | −3.9 (25.0)                                                                                       | 7.5 (45.6)                                                                                        |
| Thấp kỉ lục °C (°F)                                                                               | −15.1 (4.8)                                                                                       | −13.7 (7.3)                                                                                       | −8.8 (16.2)                                                                                       | −2.0 (28.4)                                                                                       | 1.5 (34.7)                                                                                        | 8.0 (46.4)                                                                                        | 12.2 (54.0)                                                                                       | 10.6 (51.1)                                                                                       | 3.8 (38.8)                                                                                        | −4.7 (23.5)                                                                                       | −11.7 (10.9)                                                                                      | −19.0 (−2.2)                                                                                      | −19.0 (−2.2)                                                                                      |
| Lượng Giáng thủy trung bình mm (inches)                                                           | 8.5 (0.33)                                                                                        | 10.6 (0.42)                                                                                       | 23.8 (0.94)                                                                                       | 34.4 (1.35)                                                                                       | 50.9 (2.00)                                                                                       | 67.7 (2.67)                                                                                       | 92.2 (3.63)                                                                                       | 99.6 (3.92)                                                                                       | 97.1 (3.82)                                                                                       | 50.8 (2.00)                                                                                       | 18.3 (0.72)                                                                                       | 4.9 (0.19)                                                                                        | 558.8 (21.99)                                                                                     |
| Số ngày giáng thủy trung bình (≥ 0.1 mm)                                                          | 4.8                                                                                               | 5.3                                                                                               | 7.2                                                                                               | 7.0                                                                                               | 9.7                                                                                               | 10.1                                                                                              | 10.7                                                                                              | 11.5                                                                                              | 12.1                                                                                              | 10.0                                                                                              | 6.0                                                                                               | 3.6                                                                                               | 98                                                                                                |
| Số ngày tuyết rơi trung bình                                                                      | 6.0                                                                                               | 5.4                                                                                               | 3.1                                                                                               | 0.2                                                                                               | 0                                                                                                 | 0                                                                                                 | 0                                                                                                 | 0                                                                                                 | 0                                                                                                 | 0.1                                                                                               | 2.3                                                                                               | 4.3                                                                                               | 21.4                                                                                              |
| Độ ẩm tương đối trung bình (%)                                                                    | 56                                                                                                | 58                                                                                                | 58                                                                                                | 58                                                                                                | 59                                                                                                | 60                                                                                                | 70                                                                                                | 76                                                                                                | 78                                                                                                | 75                                                                                                | 66                                                                                                | 57                                                                                                | 64                                                                                                |
| Số giờ nắng trung bình tháng                                                                      | 173.6                                                                                             | 158.8                                                                                             | 188.0                                                                                             | 212.7                                                                                             | 230.5                                                                                             | 222.8                                                                                             | 222.6                                                                                             | 190.8                                                                                             | 146.1                                                                                             | 152.2                                                                                             | 162.0                                                                                             | 176.5                                                                                             | 2.236,6                                                                                           |
| Phần trăm nắng có thể                                                                             | 55                                                                                                | 51                                                                                                | 50                                                                                                | 54                                                                                                | 53                                                                                                | 52                                                                                                | 51                                                                                                | 46                                                                                                | 40                                                                                                | 44                                                                                                | 53                                                                                                | 58                                                                                                | 51                                                                                                |
| Nguồn: China Meteorological Administration                                                        |                                                                                                   |                                                                                                   |                                                                                                   |                                                                                                   |                                                                                                   |                                                                                                   |                                                                                                   |                                                                                                   |                                                                                                   |                                                                                                   |                                                                                                   |                                                                                                   |                                                                                                   |